# Dominique Pause
Dominique Pause (né le 11 janvier 1976 à Pompey) est un athlète français, spécialiste du lancer du javelot.

## Biographie
Il est sacré champion de France du lancer du javelot en 2003 à Narbonne, avec un lancer à 74,66 m.
Son record personnel, établi le 14 juin 2002 à Dreux, est de 79,66 m.